# Culicia quinaria
Culicia quinaria är en korallart som först beskrevs av Tenison Woods 1878.  Culicia quinaria ingår i släktet Culicia och familjen Rhizangiidae. Inga underarter finns listade i Catalogue of Life.